# Fêtes de la Très Sainte et Vraie Croix
 (juin 2021).
Si vous disposez d'ouvrages ou d'articles de référence ou si vous connaissez des sites web de qualité traitant du thème abordé ici, merci de compléter l'article en donnant les références utiles à sa vérifiabilité et en les liant à la section « Notes et références ».
Les fêtes patronales de la Très Sainte et Vraie Croix de Caravaca (en espagnol : Fiestas de la Santísima y Vera Cruz) se célèbrent du 1er au 5 mai dans la commune de Caravaca de la Cruz dans le Nord-Ouest de la région de Murcie en Espagne. Elles ont été déclarées fêtes d'intérêt touristique international depuis le 4 novembre 2004. Les fêtes commémorent l'apparition, selon la légende, en 1231, de la Très Sainte et Vraie Croix de Caravaca (es). Durant cinq jours, se célèbrent des rites anciens accompagnés des fêtes des Maures et des Chrétiens et des Cavaliers du vin.
La fête des Cavaliers du vin est candidate au titre de patrimoine culturel immatériel de l'Unesco.